# Lozère
Lozère (48; en occitano Losèra) es un departamento francés situado en el sur del país. Forma parte de la región de Occitania.
Debe su nombre al monte Lozère, situado dentro de dicho departamento. Su gentilicio en idioma francés es Lozériens (lozeriense).

## Historia
Lozère es uno de los 83 departamentos creados el 4 de marzo de 1790, en aplicación de la ley del 22 de diciembre de 1789. Inicialmente se propusieron los nombres de Sources y Hautes-Cévennes, que no llegaron a aplicarse. Sus límites se corresponden con los del antiguo obispado de Gévaudan, salvo en que el cantón de Saugues, perteneciente a dicho obispado, se encuentra ahora en el departamento del Alto Loira.

## Geografía
El departamento de Lozère pertenece a la región de Occitania (región), de la cual es el departamento más septentrional. Sus fronteras limitan con los siguientes departamentos: El Alto Loira, al norte y al noreste; Cantal, al noroeste; Ardèche, al este; Aveyron, al oeste y Gard, al sur.

## Demografía
| 1801    | 1831    | 1841    | 1851    | 1856    | 1861    | 1866    |
| ------- | ------- | ------- | ------- | ------- | ------- | ------- |
| 126.503 | 140.347 | 140.788 | 144.705 | 140.819 | 137.367 | 137.367 |
| 1872    | 1876    | 1881    | 1886    | 1891    | 1896    | 1901    |
| 135.190 | 138.319 | 143.565 | 141.264 | 135.517 | 132.151 | 128.016 |
| 1906    | 1911    | 1921    | 1926    | 1931    | 1936    | 1946    |
| 128.016 | 122.738 | 108.822 | 104.733 | 101.849 | 98.480  | 90.523  |
| 1954    | 1962    | 1968    | 1975    | 1982    | 1990    | 1999    |
| 82.391  | 81.868  | 77.258  | 74.825  | 74.294  | 72.825  | 73.509  |

Las mayores ciudades del departamento son (datos del censo de 1999):
- Mende 11 804 habitantes; es el único municipio de la aglomeración.
- Marvejols: 5501 habitantes, 6485 en la aglomeración.